# Die Männer, die auf des Tigers Schwanz traten
Die Männer, die auf des Tigers Schwanz traten (auch: Die Männer, die dem Tiger auf den Schwanz traten, jap. 虎の尾を踏む男達, Tora no O o Fumu Otoko-tachi; engl. u. a. The men, who tread on the tiger's tail oder Walkers on the tiger's tail) ist ein japanischer Film von Regisseur Akira Kurosawa, geschrieben und verfilmt im Jahr 1945. Der Film basiert auf dem Stück „Kanjichō“ aus dem japanischen Kabuki-Theater, welches wiederum aus dem Nō-Stück „Ataka“ resultiert.
Der Film ist in Schwarz-Weiß gedreht und hat viel von Stummfilmklassikern à la „Charlie Chaplin“. Unter den Filmstars Hanshiro Iwai, Susumu Fujita, Ken’ichi Enomoto und Denjirō Ōkōchi, ist wohl Kenichi Enomoto als Dorfnarr und Bergführer zu seiner Höchstform aufgelaufen. Je nach Version hat der Film eine Spieldauer von 58 bis 60 Minuten.
Auch wenn der Film als eines der Frühwerke Kurosawas schon 1945 gedreht wurde, war er wegen Unpatriotismus und ähnlichen Vorwürfen bis zu den Verträgen von San Francisco verboten. 1952 wurde er das erste Mal aufgeführt.